# Henrietta Elizabeth Marshall
Henrietta Elizabeth Marshall (9 août 1867 – 19 septembre 1941), est une auteure britannique particulièrement bien connue pour ses œuvres d'histoire nationale populaire pour les enfants.
Elle est née à Bo'ness, en Écosse. Son père, John Marshall JP, est un fabricant de faïence. Elle étudie à l'internat de filles appelé Laurel Bank, à Melrose. Entre 1901 et 1904, elle est directrice d'une résidence pour étudiantes à l'Université de Glasgow, mais elle semble avoir passé la majorité de sa vie à écrire. 
Selon les préfaces de ses livres, elle voyage beaucoup, après 1904, notamment à Melbourne, en Californie et en Chine, bien que dans sa nécrologie dans The Times, il soit affirmé qu'elle a passé la majeure partie de sa vie à Oxford et à Londres, où elle est décédée.
H.E. Marshall est célèbre pour l'histoire pour enfants, Our Island Story: A History of England for Boys and Girls, publiée en 1905 en Angleterre et illustrée par A.S. Forrest. Aux États-Unis, le livre a été intitulé An Island Story. L'ouvrage a été un best-seller, a été imprimé dans de nombreuses éditions, et pendant cinquante ans a été l'un des livres de base par lequel les enfants ont appris l'histoire de l'Angleterre. Cependant une partie de ce livre est historiquement inexacte, utilisant beaucoup les pièces de Shakespeare pour des sources historiques, par exemple. Le livre est encore disponible dans les écoles et foyers, mais la dernière impression date de 1953 et devient indisponible dans les années 1960. En 2005, différents journaux nationaux ont remis le livre en impression, dans le but de l'envoyer gratuitement à chacune des écoles primaires du Royaume-Uni. Les lecteurs du Daily Telegraph ont contribué pour 25 000 livres sterling au coût de la réimpression.